# Стівен Девіс (хокеїст на траві)
Стівен Девіс (англ. Stephen Davies, 2 січня 1969) — австралійський хокеїст на траві.
Срібний призер Олімпійських Ігор 1992 року, бронзовий призер 1996, 2000 років.
Переможець Ігор Співдружності 1998 року.
Бронзовий призер Чемпіонату світу 1990, 1994 років.
Переможець Трофею чемпіонів 1993, 1999 років, срібний призер 1992, 1995, 1997 років.